# SPL – Leszámolás napja
SPL – Leszámolás napja (eredeti címén: SPL II: A Time For Consequences vagy Killzone 2) egy 2015-ös hongkongi-kínai harcművészeti akciófilm, amelyet Cheang Pou-soi rendezett, valamint Wilson Yip és Paco Wong készített. A főszereplők Tony Jaa, Wu Jing, Simon Yam, Zhang Jin és Louis Koo (különleges megjelenésével). 
Folytatása a 2007-ben bemutatott SPL: A bosszúhadjárat című filmnek. Nincs választás címen elkészítették a széria harmadik részét is, melyet 2017-ben mutattak be. Visszatérő szereplők Jaa és Koo.
2015. június 18-án jelent meg 3D és sima formátumban.

## Cselekménye
Kit egy beépített Hongkongi rendőr, aki kábítószerfüggővé vált, majd hamarosan beszivárog egy olyan bűnözői szindikátusba, amely emberrablással foglalkozik, Thaiföldre küldve őket, ahol az áldozatokat megölik és a szerveiket a fekete piacon értékesítik. A szindikátus élén álló férfi, Mr. Hung ritka szívbetegségben szenved, akinek minél hamarabb át kell esnie egy szívátültetésen, hogy meghosszabbítsa életét. Hung fiatalabbik testvére az ideális donor.
Amikor Hung ráküldeti az embereit az öccsére, hogy elrabolják, a helyzet elfajul és lövöldözés-verekedés kerekedik ki, és a rendőrség megjelenik. Hung testvére megsérült a lövöldözés alatt, de a rendőrség megmentette. Kit viszont elmenekül az emberrablókkal. Hamarosan Hung emberei leütik őt, és elszállítják egy Thaiföldi börtönbe. A börtönt vezető igazgató, Ko Chun, Hungnak dolgozik, aki életben tartja az elrabolt áldozatokat a börtönben, mielőtt meggyilkolnák őket a szerveikért. A férfit életfogytiglani büntetésként rendelik el.
Kit a börtönben kétszer próbál megszökni, de végül minden alkalommal sikertelenül, majd Chatchai börtönőrrel (Tony Jaa) is harcba keveredik. Chatchai lánya leukémiában szenved, és minél hamarabb csontvelő-átültetés kell elvégezni. Chatchai tanúja lesz Ko Chun illegális tevékenységének és brutalitásának, de kényszeríti őt, hogy maradjon csendben, mert nem szeretné elveszíteni munkáját. Chatchai lányának donora; Kit.
A börtönben a Kit kétszer próbál menekülni, és harcol a Chatchai börtönőrrel, de végül minden alkalommal elnyomja magát. Chatchai lánya leukémiával rendelkezik, és csontvelő-átültetésnek kell fennállnia. Chatchai tanúja Ko Chun illegális tevékenységének és brutalitásának, de kényszeríti magát, hogy csendben maradjon, mert nem akarja elveszíteni munkáját. A donor, aki beleegyezett, hogy csontvelőt adományoz Chatchai lányának, a Kit.
Ám Hamarosan kiderül az orvostól, hogy nem végezhető el a műtét, mivel Kit drogfogyasztásban állt az elmúlt napokban, és minimum 3 év tiszta állapot kell a sikeres műtéthez.
Kit és Chatchai együttes erővel harcba száll Ko Chun-al és az embereivel, és végül sikeresen győzedelmeskednek.
A film Sa-val ér véget, aki most felnőtt; elmeséli, hogy megkapta a transzplantációt, és emlékszik arra, hogy Chatchai ölelgette őt kislányként, míg a Kit távolról nézte őket.

## Szereposztás
| Szerep                                                                 | Színész                   | Magyar hang    |
| ---------------------------------------------------------------------- | ------------------------- | -------------- |
| Chatchai, Thai börtönőr                                                | Tony Jaa                  | Crespo Rodrigo |
| Chan Chi-kit, Hong Kong-i beépített zsaru                              | Wu Jing                   | ?              |
| Ko Chun (高晉), a thaiföldi börtönigazgatója, aki Mr Hung-nak dolgozik | Zhang Jin                 | ?              |
| Hung Man-kong (洪文剛) / Mr Hung (洪爺), a bűnszövetkezet főnöke       | Louis Koo                 | Posta Victor   |
| Wong Kwong (黃光) / Kwong (光), Chatchai kollégája                     | Ken Lo                    | Vass Gábor     |
| Cheung Chun-tung (張振東), Wah felettese a rendőrségnél                | Dominic Lam               | Forgács Gábor  |
| Hung Man-biu (洪文彪), Mr Hung öccse                                   | Jun Kung                  | ?              |
| Kwok Chun-yat (郭俊一), Wah embere                                     | Babyjohn Choi             | ?              |
| Dai-hau (大口), Wah embere                                             | Wilson Tsui               | ?              |
| Sa (莎), Chatchai lánya                                                | Unda Kunteera Yhordchanng | ?              |
| Fong Wing-kum (方詠琴), Hung Mun-biu felesége                          | Candy Yuen                | ?              |
| Fan Ging-hung (范勁雄), a gyűrűcsempészés főnöke                       | Philip Keung              | ?              |
| Hung, testőre                                                          | Eddie Pang                | ?              |
| Ah-zai (亞囝), késes testőre                                           | Zhang Chi                 | ?              |